# Публій Септимій Апер
Публій Септимій Апер (лат. Publius Septimius Aper; ? — після 153) — державний діяч часів Римської імперії, консул-суффект 153 року.

## Життєпис
Походив з роду Септиміїв. Народився у м. Великий Лептіс. Син Септимія, який першим з роду зумів увійти до сенату. Про освіту та діяльність Публія Апера відомо замало. Когномен Апер незрозумілий, за однією версією є зміненим від «Афер», тобто африканець.
Пізніше за звичайний строк пройшов усі щаблі. У 153 році став консулом-суффектом разом з Марком Седацієм Северіаном. Подальша доля невідома.

## Сім'я
- Публій Септимій Апер, сенатор